# Renault Fructus
Renault Fructus war eine Traktor-Baureihe des Herstellers Renault Agriculture, der ehemaligen Traktorensparte des französischen Automobilherstellers Renault, die von 1998 bis 2003 produziert wurde. Sie wurde speziell für den Einsatz auf Obst- und Weinplantagen gebaut.

## Varianten
Renault Fructus wurde in folgenden Modellen gebaut:
| Modell                          | Motor                                  | Motorleistung in kW (PS) | Bauzeit   |
| ------------------------------- | -------------------------------------- | ------------------------ | --------- |
| Renault Frucuts 110             | Dreizylindermotor mit Hinterradantrieb | 38 (52)                  | 1998–2003 |
| Renault Frucuts 120 A (40 km/h) | Dreizylindermotor mit Allradantrieb    | 44 (60)                  | 1998–2003 |
| Renault Frucuts 120             | Dreizylindermotor mit Hinterradantrieb | 44 (60)                  | 1998–2003 |
| Renault Frucuts 130 A (40 km/h) | Vierzylindermotor mit Allradantrieb    | 49 (67)                  | 1998–2003 |
| Renault Frucuts 130             | Vierzylindermotor mit Hinterradantrieb | 49 (67)                  | 1998–2003 |
| Renault Frucuts 140 A (40 km/h) | Vierzylindermotor mit Allradantrieb    | 56 (76)                  | 1998–2003 |
| Renault Frucuts 130             | Vierzylindermotor mit Hinterradantrieb | 56 (76)                  | 1998–2003 |

Renault Frucuts 110 und 120 wiesen zwölf Vorwärts- und zwölf Rückwärtsgänge auf. Renault Fructus 120 A wies 24 Vorwärts- und 24 Rückwärtsgänge auf.
Hergestellt wurde der Renault Fructus bei Carraro Agritalia in Italien.